# Steinmehl

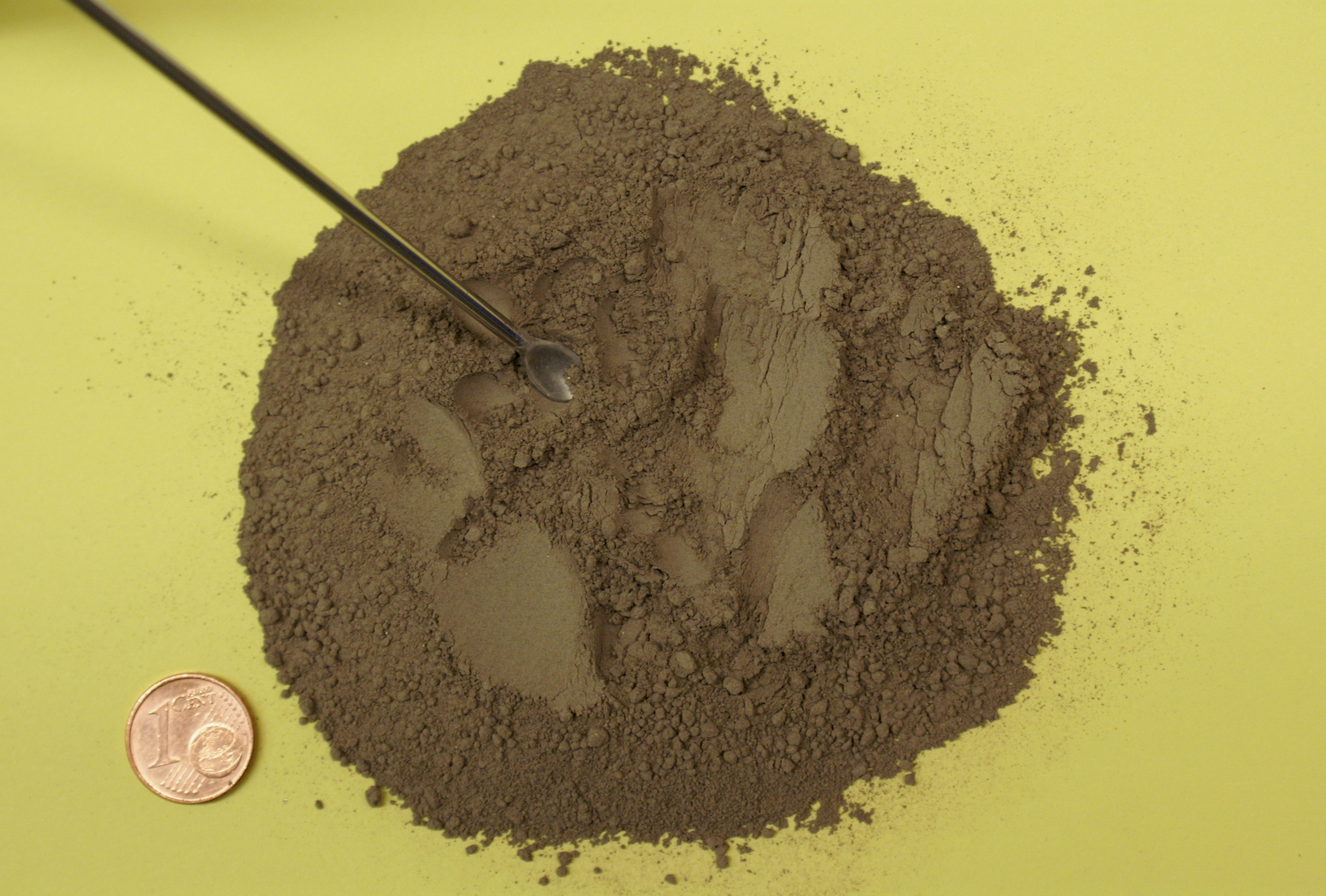
Gesteinsmehl als Bodenhilfsstoff

Steinmehl, Gesteinsmehl oder Gletschermehl, im englischen auch rock flour oder glacial flour, besteht aus feinkörnigen, Schluff-großen Gesteinspartikeln, die durch mechanisches Mahlen von Grundgestein durch Gletschererosion oder durch künstliches Mahlen auf eine ähnliche Größe entstehen. Da das Material sehr feinkörnig ist, wird es in Schmelzwasser suspendiert, wodurch das Wasser trüb erscheint, was manchmal als Gletschermilch bekannt ist. Dieses Gesteinsmehl ist die Erklärung für die besondere Farbe, welche verschiedene Gletscherseen, wie zum Beispiel der Lake Louise und der Peyto Lake in Kanada, annehmen.

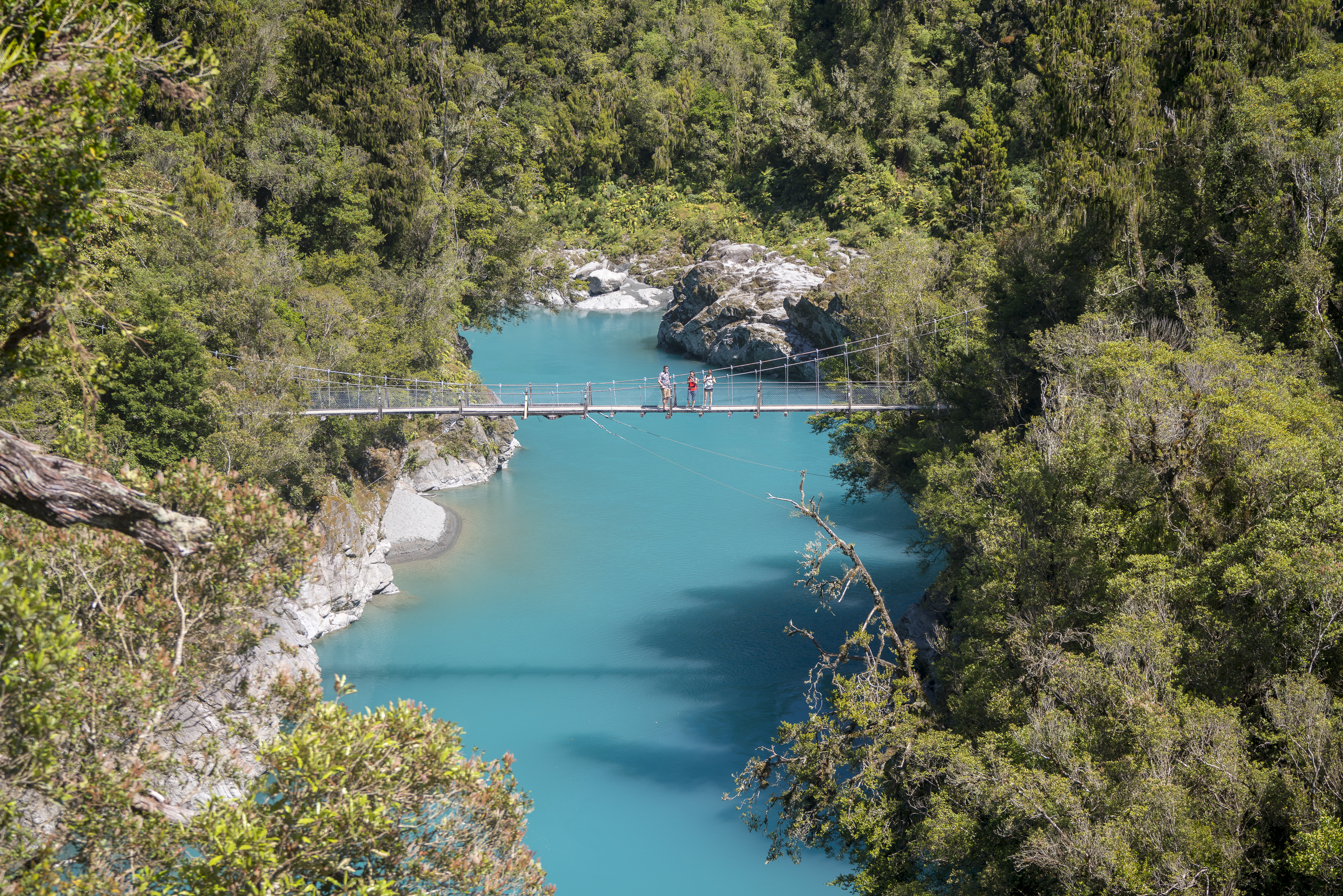
Gesteinsmehl intensiviert den Farbton des Wassers in der Hokitika-Schlucht an der West Coast von Neuseeland

## Verwendung
Zermahlenes Gestein als Bodenhilfsstoff für den Garten oder die ökologische Landwirtschaft wird im Handel oft als Urgesteinsmehl bezeichnet. Häufig verwendete Ausgangsgesteine sind dabei Diabas oder Basalt. Enthaltene Silikate und Feldspäte stellen durch langsame Verwitterung langfristig für das Pflanzenwachstum wichtige Mineralstoffe bereit, vor allem Eisen und Magnesium aus den Silikaten und Calcium aus den Feldspäten. Je nach Ausgangsgestein verfügt Gesteinsmehl teilweise auch über andere wichtige Spurenelemente wie Kupfer, Molybdän, Bor, Nickel, Zink und Kobalt. Das im Handel als Dünger erhältliche Urgesteinsmehl ist geringfügig alkalisch.
In der Industrie dienen Gesteinsmehle als Füllstoffe.
Im Baubereich werden Gesteinsmehle häufig als Zuschläge zu Beton, Mörteln und Mineralfarben (Kalkfarbe, Silikatfarbe) eingesetzt, insbesondere Marmormehl und Quarzmehl.
Die deutsche Supercentenarian Josefine Ollmann aß jahrelang jeden Tag zwei Löffel Steinmehl.

## Renaturierung
Untersucht wird die Wirkung auf den Boden und daraus resultierende Veränderungen des Bodenlebens. Gesteinsmehl in geeigneter Zusammensetzung kann den Boden puffern und durch Versauerung des Bodens verlorengegangene essentielle Mineralien wieder zuführen. Dies kann (vorübergehend) einen Ausgleich für die überhöhte Stickstoffdeposition aus der Luft bieten. Erste Ergebnisse zeigen, dass Gesteinsmehle den pH-Wert und den Pufferstatus von Böden durch ihre langsame Auflösung allmählich erhöhen können und das radiale Wachstum von Bäumen steigern können, sofern Stickstoff nicht limitierend ist – selbst noch 34 Jahre nach der Anwendung. Darüber hinaus kann Gesteinsmehl, das in die Pflanzlöcher von Jungbäumen eingebracht wird, das Anwachsen und Überleben der Bäume bei der Wiederaufforstung versauerter Waldböden fördern.